# Bataille de Wilson's Wharf
Guerre de Sécession
Batailles
Campagne terrestre
- Wilderness
- Spotsylavnia C.H.
- Yellow Tavern
- Meadow Bridge
- North Anna
- Wilson's Wharf
- Pamunkey
- Haw's Shop
- Totopotomoy Creek
- Old Church
- Cold Harbor
- James River
- Trevilian Station
- Saint Mary's Church

La bataille de Wilson's Wharf, également appelée bataille de fort Pocahontas, est une bataille de la guerre de Sécession qui s'inscrit dans la campagne de l'Overland du lieutenant général de l'Union Ulysses S. Grant contre l'armée de Virginie du Nord du général confédéré Robert E. Lee.
Le 24 mai 1864, la division de cavalerie du major général confédéré Fitzhugh Lee (environ 2 500 hommes) attaquent le dépôt d’approvisionnement de l'Union à Wilson's Wharf, sur la James River, dans l'est de Charles City, Virginie. Ils sont repoussés par deux régiments afro-américains (environ 1 100 hommes) des United States Colored Troops (USCT) sous le commandement du brigadier général Edward A. Wild, qui sont en train de construire une fortification, qui sera par la suite nommé fort Pocahontas. La bataille est le premier combat de l'armée de Virginie du Nord de Robert E. Lee contre des troupes afro-américaines.

## Contexte
Wild, médecin et fervent abolitionniste, a perdu son bras gauche lors de la bataille de South Moutain, en 1862. Après avoir recouvré la santé, il lève une unité d'anciens esclaves qu'on appelle la brigade africaine de Wild. Au cours de l'hiver de 1863-64, Wild conduit ces soldats au cours d'une expédition sur la côte de la Caroline du Nord, terrifiant la population blanche locale habituée à l'esclavage africain depuis le début du XVIIIe siècle.
La brigade de Wild débarque en Virginie, en mai 1864 et commence à construire le fort à Wilson's Wharf, un fort d'une série d'avant-postes de protection gardant les lignes d'approvisionnement pour la campagne de Bermuda Hundred du major général de l'Union Benjamin Butler. Le quai est à un coude stratégique de la James River, dominé par de hautes falaises, à 3 kilomètres de la forêt de Sherwood, la maison de l'ancien président américain John Tyler. À ce moment, l'unité de Wild a une réputation effrayante parmi les gens du sud. Les actions suivantes de Wild les alarment au plus haut point. Ses soldats libèrent et recrutent des esclaves et, dans un cas fouettent un propriétaire d'une plantation qui a la réputation de dureté envers ses esclaves. Les journaux de Richmond dénoncent ces activités et mettent une énorme pression sur le gouvernement de Jefferson Davis pour mettre un terme aux déprédations de Wild.
Cédant à la pression politique, le conseiller militaire de Davis, le général Braxton Bragg, ordonne à la division de cavalerie de Fitzhugh Lee de « briser ce nid et d'arrêter leur comportement barbare ». Alors que son oncle, Robert E. Lee, se bat contre Ulysses S. Grant à North Anna Rivier, Fitz Lee prend des éléments de trois brigades de cavalerie, plus le 5th South Carolina Cavalry Regiment (2 500 hommes et un canon) pour une marche de 60 kilomètres à partir d'Atlee's Station pour rejoindre Wilson's Wharf. Le général confédéré prévoit pour lutter contre de la canaille, mais trouve plutôt les défenseurs du fort de Pocahontas vigilants et prêts pour l'action.
Wild commande 1 100 hommes et deux canons. La force de l'Union se compose du 1st USCT et quatre compagnies du 10th USCT. La batterie M, du 3rd New York Artillery est la seule unité blanche dans les défenses. La canonnière USS Dawn stationne sur la James River pour fournir l'appui-feu aux défenseurs du fort. Le fort est en forme de croissant, face au nord, sur environ 1 kilomètre de long, à cheval sur la route du quai. Il est ancré sur les deux extrémités — à l'ouest sur une falaise et à l'est par une branche du Kennon Creek — de sorte qu'il ne peut pas être flanqué. Il est bordé par un profond et large fossé et des abattis.

## Bataille
Autour de midi, le 24 mai, les hommes de Lee chargent et rentrent dans les piquets de l'Union qui sont postés près de la Charles City Road, à environ 1,5 kilomètre au nord du fort. Vers 13 h 30, le fort est investi et Lee envoie deux officiers sous un drapeau de trêve avec un message exigeant la reddition de la garnison. Il promet que les soldats noirs seront emmenés à Richmond et traités comme des prisonniers de guerre, mais s'ils ne se rendent pas, il ne serait pas « responsable des conséquences ». Wild et de ses hommes interprètent cela comme la signification que certains des hommes seront restitués à leurs anciens maîtres et les autres seront jugés par les autorités de l'État pour incitation à l'insurrection. Wild renvoie une réponse écrite qui dit « On va essayer » et verbalement dit aux deux officiers : « Prenez le fort si vous le pouvez ».
Lee planifie une attaque sur deux fronts. La brigade du brigadier général Williams C. Wickham se déplace à l'est du fort, cachée dans les ravins de Kennon Creek. Pour distraire l'attention des fédéraux de l'attaque de Wickham, le colonel John Dunovant du 5th South Carolina fait une démonstration à l'extrémité ouest du fort. Les hommes de Dunovant avancent aussi loin que le fossé et les abattis, mais ils sont repoussés par des tirs nourris. Les hommes de Wickham se précipitent vers l'avant à travers un champ à découvert et rencontrent par des manœuvres imbriquées des tirs de mousquet, des salves d'obus à partir des deux canons Parrott de 10 livres, et les tirs navals du Dawn.
Alors que Lee recherche un point faible dans les défenses du fort, les renforts de l'Union arrivent à environ 16 heures sur le bateau à vapeur George Washington, transportant quatre compagnies du 10th USCT. Lee ordonne à ses hommes de se retirer vers Charles Ville Court House et le lendemain matin, ils retournent Atlee's Station.

## Conséquences
Environ 200 confédérés sont tués ou blessés dans l'attaque avortée. Les pertes fédérales s'élèvent à six tués et 40 blessés. Quelques soldats afro-américains sont capturés, dont certains sont abattus et un autre est renvoyé chez son maître, à Richmond. Matériellement, cette action a eu peu d'effet sur l'issue de la guerre, mais le Nord obtient une victoire de propagande. Elle est le premier grand combat de rencontre entre l'armée de Virginie du Nord et des soldats noirs, qui se sont bien battus dans un combat défensif contre une plus grande force en attaque. Les gens du sud, refusant de reconnaître leur défaite contre une force à prédominante afro-américaine, affirment que six canonnières et un nombre important de soldats blancs de l'Union ont été impliqués dans l'action. Dans son rapport, Fitz Lee minimise à la fois sa force et ses pertes.